# Eternal Destiny
Singles de Yui Sakakibara
Kono Hanasaku Koro
(2005) Imitation
(2006)
Eternal Destiny est le 3esingle de Yui Sakakibara sorti sous le label LOVE×TRAX Office le 30 septembre 2005 au Japon.
Eternal Destiny a été utilisé comme thème pour le jeu vidéo Yoake Mae yori Ruriiro na et Love☆Emergency a été utilisé comme thème pour Sakakibara Yui WEB Radio. Eternal Destiny se trouve sur l'album Princess, les 4 chansons se trouvent sur la compilation LOVE×singles.

## Liste des titres
Toutes les paroles sont écrites par Yui Sakakibara.
| 1. | Eternal Destiny                | DJ Shimamura | 4:12 |
| 2. | Love☆Emergency                 | Kors K       | 4:43 |
| 3. | Eternal Destiny (Instrumental) | DJ Shimamura | 4:12 |
| 4. | Love☆Emergency (Instrumental)  | Kors K       | 4:43 |